# District de Füzesabony
Le district de Füzesabony (en hongrois : Füzesabonyi járás) est un des 7 districts du comitat de Heves en Hongrie. Créé en 2013, il compte 30 396 habitants et rassemble 16 localités : 15 communes et une seule ville, Füzesabony, son chef-lieu.
Cette entité existait déjà auparavant entre les réformes territoriales de 1950 et 1983.

## Localités
- Aldebrő
- Besenyőtelek
- Dormánd
- Egerfarmos
- Füzesabony
- Kompolt
- Kál
- Kápolna
- Mezőszemere
- Mezőtárkány
- Nagyút
- Poroszló
- Sarud
- Szihalom
- Tófalu
- Újlőrincfalva